# Chapelle Saint-Jean-Baptiste de Pleine-Sevette
La chapelle Saint-Jean-Baptiste est une chapelle catholique située à Néville, en France. Elle est classée au titre des monuments historiques depuis 1974.

## Localisation
L'église est située à Néville, commune du département français de la Seine-Maritime rue de la Chapelle à Pleine-Sevette.

## Historique
La chapelle est bâtie au début du XVIe siècle.
L'édifice est classé au titre des monuments historiques par arrêté du 13 novembre 1974.

## Description
La chapelle est en grès. Elle comporte un seul vaisseau et un chevet polygonal.
L'intérieur possède un riche décor, dont un retable du XVIe siècle-début XVIIe siècle pourvu d'un tableau de 3 m sur 5 m en trompe l’œil représentant la vie de Jean Baptiste, « dans l'esprit populaire ».